# Teoria do sistema-mundo

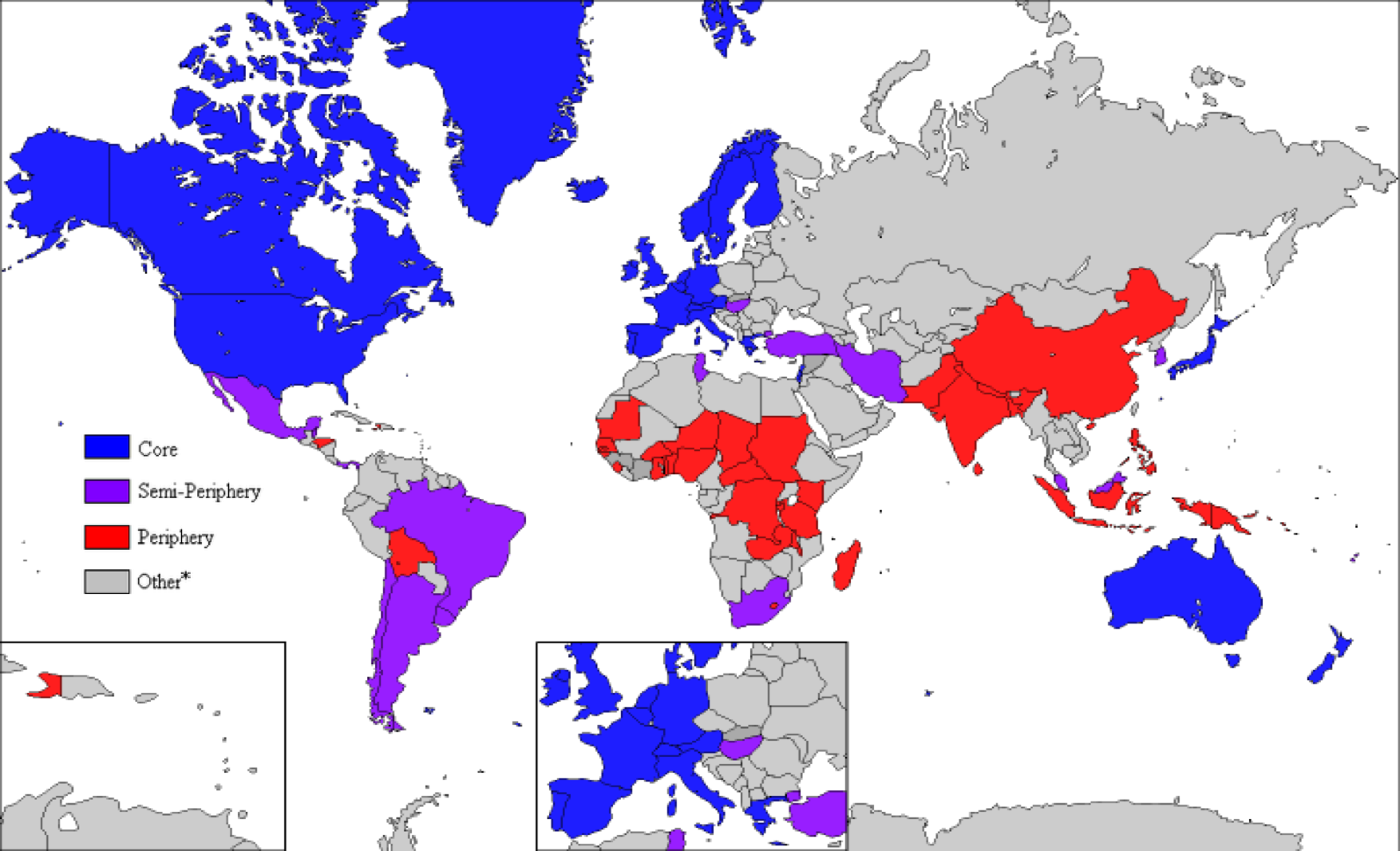
Mapa das regiões de núcleo, semiperiferia e periferia entre 1975–2002.

Teoria do sistema-mundo ou teoria de sistemas mundiais é uma  teoria pós-marxista de relações internacionais, de geoeconomia e economia política internacional que se centra no estudo do sistema social e suas inter-relações com o avanço do capitalismo mundial como forças determinantes entre os diferentes países.
O conceito de sistema-mundo - baseado no conceito de economia-mundo, inventado por Fernand Braudel - foi desenvolvido por Immanuel Wallerstein, Giovanni Arrighi  e Samir Amin (este também ligado à teoria da dependência).
O "sistema-mundo" baseia-se na divisão  interregional e transnacional do trabalho e resulta na divisão do mundo em  países centrais, semiperiféricos e periféricos. Os países centrais concentram a produção altamente especializada e capital-intensiva, enquanto o resto do mundo se dedica à produção trabalho-intensiva e não especializada e à extração de matérias-primas. Isto tende a reforçar a dominância dos países centrais. Não obstante, o sistema tem características dinâmicas, em parte como resultado das revoluções na tecnologia de transportes, de modo que cada país pode ganhar ou perder status ao longo do tempo. Essa estrutura organizada com base na divisão do trabalho é uma economia-mundo - uma economia capitalista.
Segundo a teoria do sistema-mundo, o subdesenvolvimento dos países do hemisfério sul se deve à sua posição na estrutura da ordem econômica internacional. Todos os países globalizados fazem parte do sistema-mundo. As grandes potências da OCDE (os Estados Unidos em primeiro lugar) constituem o centro da economia-mundo, enquanto os países em  desenvolvimento constituem a periferia ou a semi-periferia.

## A unidade de análise: o sistema-mundo
Wallerstein propõe-se a explicar a formação do sistema-mundo do século XVI – início do sistema capitalista – e suas transformações até nossos dias, considerando o sistema capitalista como sistema mundial. A unidade de análise é, portanto, o sistema “mundo” (e não  o Estado-nação), dentro do qual, as esferas econômicas, política e sociocultural são vistas como estreitamente conectadas - e não separadas, conforme a abordagem tradicional.
A economia-mundo capitalista é um sistema que incluí uma desigualdade hierárquica de distribuição baseada na concentração de certos tipos de produção (produção relativamente monopolizada, e por tanto de alta rentabilidade), em certas zonas limitadas, de acordo a Wallerstein, e que ademais passam a ser sedes de maior acumulação de capital que permite em reforçamento das estruturas estatais, o que por sua vez buscam garantir a sobrevivência dos monopólios. O sistema mundo capitalista funciona e evoluí em função dos fatores econômicos.
Na teoria do sistema mundo capitalista se analisa a formação e a evolução do modo capitalista de produção como um sistema de relações econômico sociais, políticas e culturais, que nasce a fins da idade média europeia e que evoluí até converter-se em um sistema planetário de acordo a Theotonio dos Santos, e em cujo enfoque se distingue a existência de um centro, uma periferia e uma semiperiferia, ademais de distinguir entre economias centrais, uma economia hegemônica que articula ao conjunto do sistema.

## A 'teoria do sistema-mundo' como continuação da 'teoria da dependência'
A partir do final da década de 1970 e no decorrer da década de 1980 vários intelectuais ligados à teoria da dependência transitam para a teoria do sistema mundo, tendo em vista o período de crise do "desenvolvimentismo" dos países latino-americanos, das transformações do capitalismo global e do aparecimento de novas contribuições analíticas.
Theotonio dos Santos faz um trânsito sem rupturas para a teoria do sistema-mundo. O mesmo fará André Gunder Frank, que, em Reflections on the World Economic Crisis (1981), explica: "embora a teoria da dependência esteja morta, na realidade está viva, porque não há como substituí-la por uma teoria ou ideologia que negue a dependência; seria necessário substituí-la por uma teoria que fosse além dos limites da teoria da dependência, incorporando esta, juntamente com a dependência em si, numa análise global da acumulação." Nessa nova fase, a partir das bases estabelecidas pela Teoria da Dependência, esses estudiosos dedicam-se à elaboração de uma da teoria dos ciclos sistêmicos de acumulação que vislumbram como uma fase superior da teoria da dependência, retomando o trabalhos já iniciado no Centro de Estudios Sócio-Económicos da Universidade do Chile (CESO) no fim da década de 1960 e início da década de 1970.
Theotonio dos Santos e André Gunder Frank passam tratar a ideia de desenvolvimento de longo prazo do sistema-mundo capitalista, combinando a perspectiva dos ciclos de longo prazo ou  ondas longas de Nikolai Kondratiev com os ciclos históricos de Fernand Braudel, aproximando-se da teoria do sistema-mundo - trabalhada pioneiramente por Giovanni Arrighi, Samir Amin e Immanuel Wallerstein - constituindo assim o quinteto principal de autores dessa abordagem científica.

## Teoria
A sua crítica do capitalismo global e o apoio aos movimentos antissistémicos espalharam a fama no mundo académico e tornaram os intelectuais ligados a essa abordagem em arautos do movimento anti-globalização e da crítica radical ao neoliberalismo.
O sistema-mundo capitalista é muito heterogéneo em termos culturais, políticos e económicos, abarcando grandes diferenças de desenvolvimento civilizacional, acumulação de capital e poder político. Ao contrário de teorias positivistas da modernização e desenvolvimento capitalista, Wallerstein não atribui estas diferenças a um atraso de certas regiões face a outras, que a própria dinâmica do sistema tenderia a apagar, mas à própria natureza do sistema-mundo. Ao sistema-mundo é inerente uma divisão entre centro, periferia e semiperiferia, em função da divisão do trabalho entre as regiões.
O centro é a área de grande desenvolvimento tecnológico que produz produtos complexos; a periferia é a área que fornece matérias-primas, produtos agrícolas e força de trabalho barata para o centro. A troca económica entre periferia e centro é desigual: a periferia tem de vender barato os seus produtos enquanto compra caro os produtos do centro, e essa situação tende a reproduzir-se de forma automática, quase determinista, embora seja também dinâmica e mude historicamente. A semiperiferia é uma região de desenvolvimento intermédio que funciona como um centro para a periferia e uma periferia para o centro. Em finais do século XX incluiria regiões como o a Europa Oriental, o Brasil ou a China. Regiões centrais e periféricas podem coexistir em espaços muito próximos.
Uma consequência da expansão do sistema-mundo é a contínua "mercadização" das coisas, incluindo o trabalho humano. Recursos naturais, terra, trabalho, relações sociais são gradualmente espoliados do seu valor intrínseco e transformadas em mercadorias cujo valor de troca é determinado no mercado.

### O sistema-mundo moderno
Immanuel Wallerstein especializou-se inicialmente em assuntos da África pós-colonial, aos quais dedicou quase exclusivamente a sua produção até início da década de 1970, altura em que começou a destacar-se enquanto historiador e teórico da economia capitalista mundial. Durante esse período de produção trabalhou importando elementos da abordagem em termos de teoria da dependência, similarmente aos intelectuais latino-americanos.
A sua obra fundamental, e de certa maneira fundacional, é O sistema-mundo moderno de Immanuel Wallerstein, publicada originalmente em três volumes em 1974, 1980 e 1989. Esta obra parte de quatro referências teóricas fundamentais:
- Karl Marx, que Wallerstein segue em teses como a predominância dos factores económicos sobre os políticos e ideológicos na história mundial, a dicotomia entre capital e trabalho, a concepção do desenvolvimento da economia mundial segundo fases históricas como o feudalismo ou capitalismo, a acumulação de capital, a dialéctica, entre outros;
- a Escola dos Annales, nomeadamente o historiador Fernand Braudel, que registara o desenvolvimento e implicações políticas das redes económicas europeias dos séculos XV-XIX;
- Max Weber, no que se refere a questão da preocupação com a dimensão institucional e política na dinâmica histórica do capitalismo;
- presumivelmente, a sua própria experiência enquanto estudioso da África pós-colonial e das várias teorias relativas às "sociedades em desenvolvimento", utilizando amplos.

Wallerstein recusou a noção de Terceiro Mundo, argumentando que existia apenas um mundo articulado por uma complexo sistema de trocas económicas — uma economia mundial ou sistema-mundo — caracterizado pela dicotomia entre capital e trabalho e a acumulação de capital entre agentes em concorrência (nomeadamente os estados-nação), num equilíbrio sempre ameaçado por fricções internas. Esta abordagem constitui a teoria do sistema-mundo.
Wallerstein identifica a origem do sistema-mundo moderno na Europa e América do século XVI. Uma ligeira superioridade de acumulação de capital no Reino Unido e França, devida a circunstâncias políticas internas no final do feudalismo, desencadeou um processo de expansão que culminou no sistema global de trocas económicas actualmente existente. No século XIX, praticamente todos os territórios do planeta haviam sido incorporados na economia mundial capitalista.

### Principais pensadores
As principais vertentes da abordagem em termos de sistema-mundo são desenvolvidas no pensamento de Immanuel Wallerstein, Theotonio dos Santos, André Gunder Frank e Giovanni Arrighi.
Immanuel Wallerstein desenvolve a moderna 'teoria de sistemas-mundo', que olha para a interação do Núcleo Tecnológico Industrial e a Periferia menos desenvolvida, e com os intermediários, os países da chamada "Semi-Periferia", que corresponde aos novos países industrializados. A partir daí 'centro' e 'periferia' tornaram-se elementos integrantes do vocabulário da teoria das relações internacionais.
Theotonio dos Santos, cuja maioria das ideias é frequentemente associada à Teoria da Dependência, analisa a teia de relações Norte-Sul (isto é, países centrais e periféricos ou "dependentes") e destaca os elementos que mantêm a dependência do Sul sobre o Norte, uma vantagem para o norte sistematicamente. No momento trabalho com vários grupos de estudo e projetos de pesquisa sobre a possibilidade de uma teoria de conjuntura que articule um amplo conjunto de variáveis económicas, sociais, políticas e culturais, dentro de uma concepção metodológica que assimile as ideias de complexidade, historicidade, dialéctica, longa duração, ciclos longos e vários outros fenómenos descuidados pelo “mainstrean” das várias Ciências Sociais, encapsuladas na especificidades da departamentalização científica e na restrição dos objetos de estudo.
André Gunder Frank um dos principais autores do que se convenciona chamar de "teoria do subdesenvolvimento". Para ele, o capitalismo produz um 'tipo distinto' de desenvolvimento econômico nos países do Sul ao longo da mesma experiência histórica do Norte. Pelo contrário que se possa argumentar, o subdesenvolvimento é produzido em uma situação em que as estruturas de tecnologia e a indústria não alcançam uma existência independente, mas sim permanecem subserviente ao Norte.

## Influência sobre a academia e a sociedade moderna
Os trabalhos ligados a teoria do sistema-mundo suscitaram críticas não só do terreno conservador e neoliberal, mas também de historiadores não alinhados nessas correntes que consideram incorretas algumas das suas teses. Todavia, a sua abordagem analítica produzida especialmente por Immanuel Wallerstein, André Gunder Frank, Theotonio dos Santos, Samir Amin e Giovanni Arrighi tiveram um impacto e implantação académica consideráveis.
Em Portugal, por exemplo, a escola ligada ao sociólogo Boaventura de Sousa Santos baseou a sua caracterização da sociedade portuguesa na teoria da semiperiferia, a partir da teoria do sistema-mundo (Santos, Boaventura de Sousa (org.) (1993) Portugal: um retrato singular. Porto: Afrontamento). No Brasil há um importante núcleo de pesquisa especialmente dedicado a essa abordagem científica, o Grupo de Pesquisa em Economia Política dos Sistemas-Mundo, sediado no Departamento de Economia da Universidade Federal de Santa Catarina.
o Professor José Luis Fiori, da Universidade Federal do Rio de Janeiro, também pode ser considerado um seguidor das teorias do sistema mundo, embora se diferencie de Wallerstein e Arrighi em alguns aspectos. Em primeiro lugar, Arrighi e Wallerestein estudam o capitalismo a partir de uma sucessão de expansões materiais e financeiras enquanto o ponto de partida de Fiori é a expansão do capital e do poder e a convergência desses dois fenômenos. Outro ponto de divergência entre Wallerstein -Arrighi e Fiori é que enquanto para os dois primeiros o sistema-mundo é o ponto de partida e pré-existe ao capitalismo e à modernidade, para Fiori, ele é mais um produto da conquista européia que um ponto de partida dado. Para os seguidores do sistema-mundo a necessidade de troca ou a compulsão teria levado os povos ao capitalismo enquanto para Fiori, esta explicação que passa apenas pelo mercado é insuficiente. Ele ressalta, relembrando Steuart, que sem indução não há produção de excedente (basta verificar que as trocas não conduziram os asiáticos ao capitalismo no início do sistema internacional).
O movimento antiglobalização é outro exemplo eloquente dessa influência.